# Dyson (azienda)
Dyson Ltd è un'azienda britannica che progetta e produce elettrodomestici, fondata nel 1991 da James Dyson. In particolare produce aspirapolveri, ventilatori, termoventilatori, purificatori, asciugacapelli, asciugamani elettrici e lampade LED. L'azienda vende i suoi prodotti in oltre 70 paesi e conta più di 12.000 dipendenti a livello globale.

## Storia
Nel 1978 James Dyson comprò un aspirapolvere Hoover Junior da Walmart. L'aspirapolvere Hoover si ostruiva e perdeva potenza di aspirazione velocemente. Frustrato, Dyson svuotava il sacchetto ripetutamente nel tentativo di ripristinare la potenza di aspirazione, ma senza risultato. Smontando l'aspirapolvere per capire quale fosse il problema, Dyson notò uno strato di polvere che ostruiva la fine trama del sacchetto dall'interno, impedendo alla macchina di funzionare correttamente. L'aspirapolvere funzionava correttamente solo con un sacchetto nuovo, ma poi perdeva potenza di aspirazione velocemente nel tempo.
Durante la visita ad una segheria locale, Dyson notò come la segatura venisse rimossa dall'aria tramite grandi filtri a ciclone. I filtri a ciclone (o filtri centrifughi) sono una tipica soluzione all'interno di impianti industriali quando si vuole mantenere l'aria pulita da sporco, polvere e detriti. Solitamente questi metodi non vengono utilizzati in sistemi più piccoli a causa dei costi elevati. Dyson ipotizzò di poter realizzare un aspirapolvere che utilizzasse lo stesso principio di funzionamento e così rimosse il sacchetto dal suo Hoover Junior e al suo posto installò un filtro a ciclone realizzato con del cartone. Dopo aver pulito la stanza con questo aspirapolvere modificato, Dyson notò che aveva raccolto più sporco e polvere dell'aspirapolvere originale. Quello che aveva appena realizzato era il primo aspirapolvere senza sacchetto.
Dyson sviluppò 5.127 prototipi dal 1979 al 1984, ma il primo aspirapolvere senza sacchetto ebbe un successo limitato: molte aziende, come Hoover, non volevano brevettare e sviluppare il design. Questo era probabilmente dovuto al fatto che il mercato legato alla vendita di sacchetti per aspirapolvere aveva un valore di $500 milioni e Dyson, con la sua idea rivoluzionaria, poteva rappresentare un freno ai profitti di queste grandi aziende.
La sola società interessata nella nuova tecnologia ad aspirazione ciclonica era un'azienda di cui James Dyson era dipendente, la Rotork. Costruito dall'italiana Zanussi e venduto dalla Kleeneze, il Kleeneze Rotork Cyclon è stato il primo aspirapolvere a tecnologia ciclonica venduto al pubblico. Solamente 500 unità vennero vendute nel 1983.
Nel 1985, l'azienda giapponese Apex Ltd., mostrò il suo interesse nel brevettare la tecnologia sviluppata da Dyson. Nel 1986 una versione rivisitata del Cyclon, chiamata G-Force, venne messa in produzione e venduta in Giappone al costo equivalente di $2000. Nel 1991, in Giappone, il G-Force vinse il premio International Design Fair e divenne uno status symbol.
Sempre nel 1991, utilizzando i profitti derivanti dal brevetto giapponese, James Dyson fondò la Dyson Appliances Ltd.. Il primo aspirapolvere a doppio-ciclone venduto con il nome Dyson, fu il DA 001: prodotto dall'azienda americana Phillips Plastics in una fabbrica a Wrexham (in Galles) a partire dal gennaio 1993 e venduto ad un costo di circa £200. Nei mesi successivi, James Dyson aprì un nuovo impianto a Chippenham, nel Wiltshire (Inghilterra) e il primo aspirapolvere venne completato il 1 luglio 1993. Il DA 001 venne presto rimpiazzato da un aspirapolvere pressoché identico, il DC01.
Anche se ricerche di mercato mostravano che le persone non avrebbero apprezzato un contenitore per la polvere trasparente, Dyson e il suo team decisero di dare credito a questa idea. Il contenitore per la polvere trasparente divenne presto molto famoso e molte aziende decisero di copiare questa idea. Il DC01 divenne l'aspirapolvere più venduto in tutto il Regno Unito in soli 18 mesi. Nel 2001, il solo DC01 rappresentava il 47% del mercato degli aspirapolveri verticali.

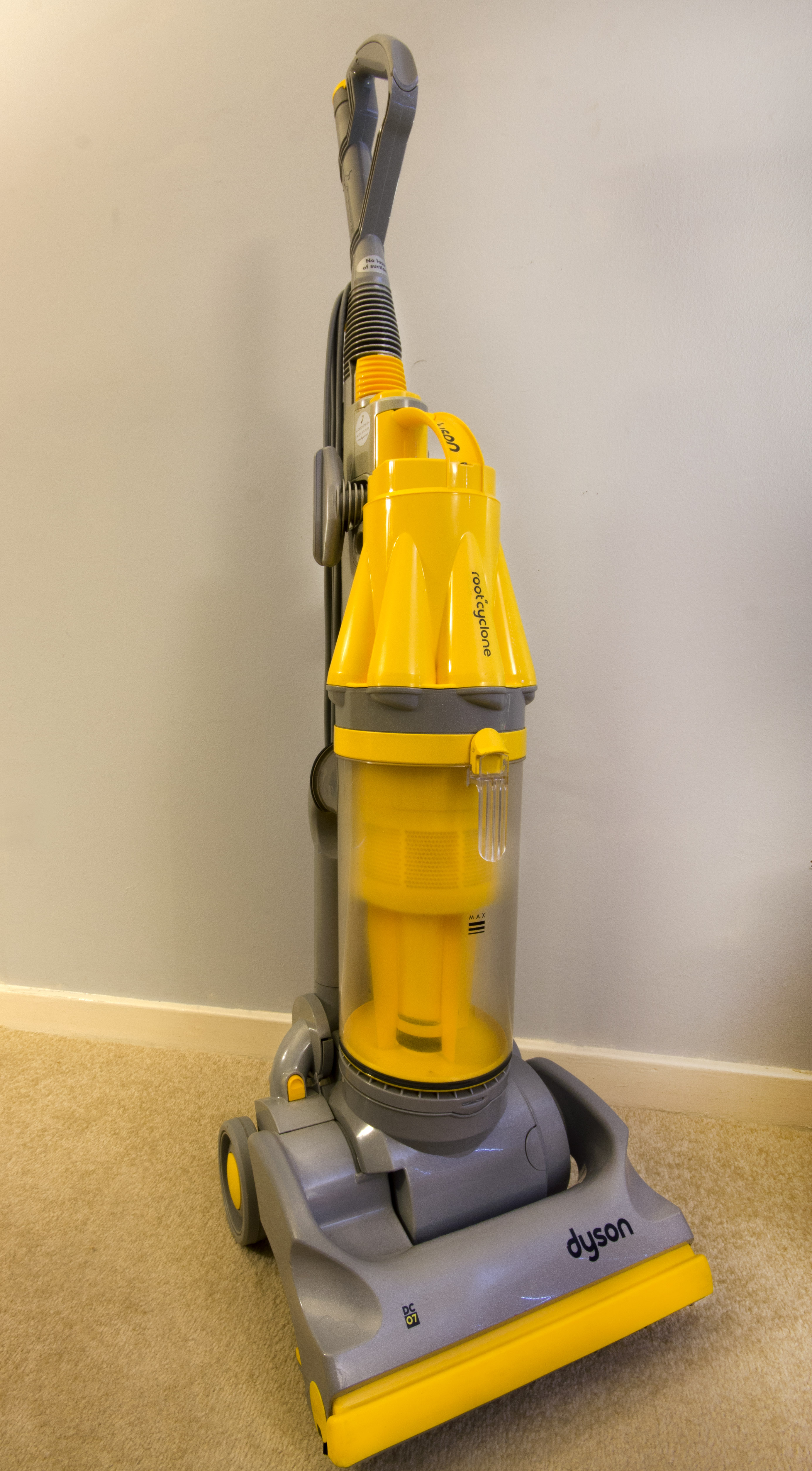
Aspirapolvere Dyson DC07

Successivamente, l'azienda introdusse il DC02 e produsse una serie di edizioni speciali e modelli rivisitati (DC02 Absolute, DC02 De Stijl, DC05, DC04, DC06, DC04 Zorbster). Il 2 gennaio 2001 il nome dell'azienda cambiò da Dyson Appliances Ltd. a semplicemente Dyson Ltd.. Nell'aprile dello stesso anno, il DC07, un nuovo modello di aspirapolvere verticale, venne lanciato sul mercato. Questo modello utilizzava 7 filtri ciclonici anziché la tecnologia originale a doppio-ciclone.

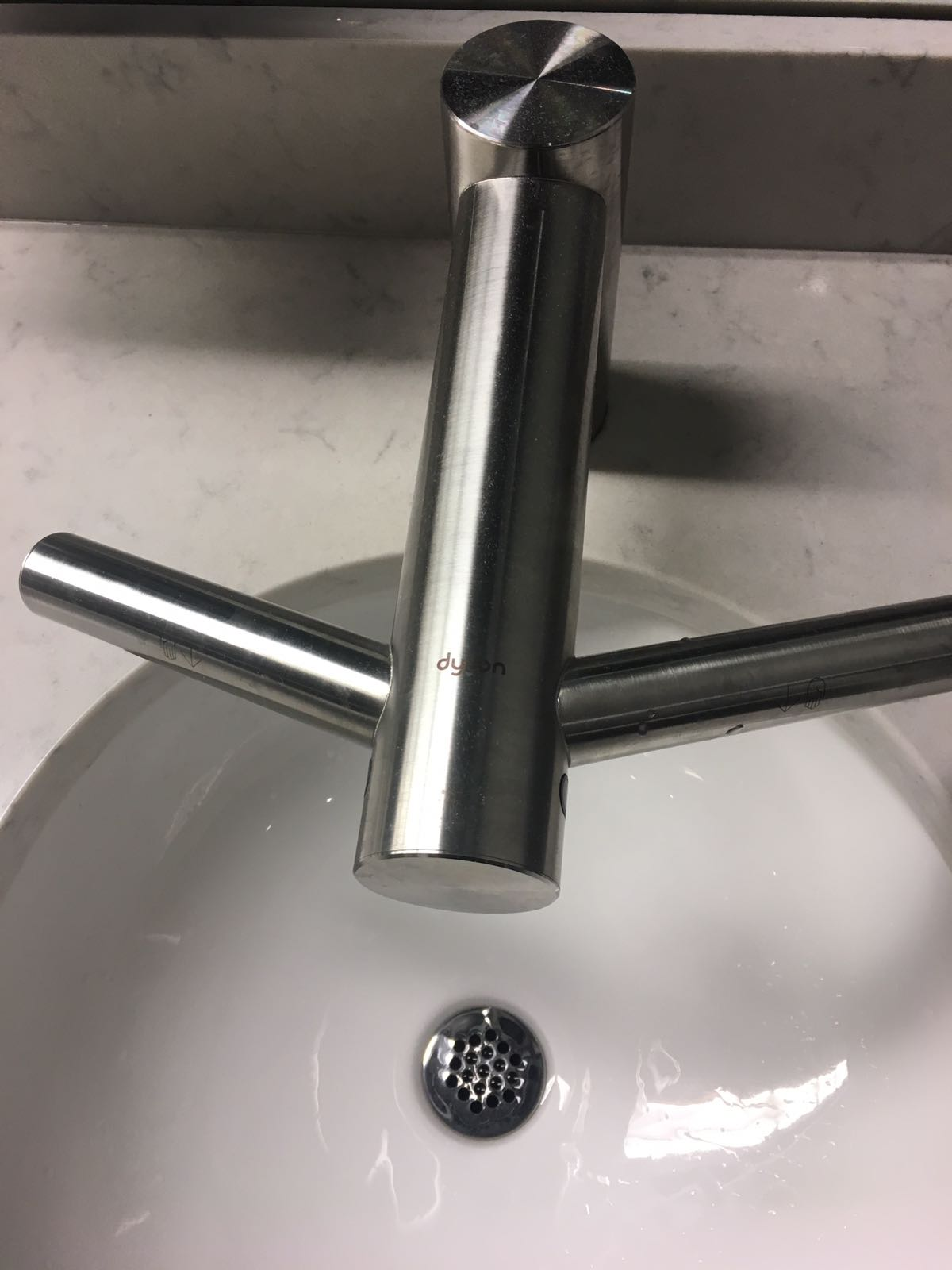
Asciugamani Dyson AiBlade Tap, integrato nel rubinetto

Nel 2009, la Dyson iniziò a progettare e realizzare nuove tecnologie oltre all'aspirapolvere senza sacchetto: l'asciugamani AirBlade, il ventilatore senza pale Air Multiplier e il termoventilatore senza pale Dyson Hot.

## Tecnologia ciclonica
Gli aspirapolvere Dyson utilizzano la separazione a ciclone per rimuovere polvere e altre particelle dal flusso d'aria. L'aria sporca viene fatta fluire, formando una stretta spirale, in un contenitore di forma conica chiamato ciclone. La forza centrifuga spinge la polvere contro la parete del ciclone. L'impatto fa cadere le particelle verso il basso, dove vengono raccolte nel contenitore principale. Gli aspirapolvere Dyson usano diverse file di cicloni in modo da pulire l'aria in modo più efficace, passaggio dopo passaggio. Dyson dichiara che la forza centrifuga agente sulle particelle può raggiungere valori pari a 150,000 g. Sebbene gli aspirapolvere Dyson non necessitino di alcun sacchetto della polvere, all'interno del sistema si possono trovare diversi filtri che devono essere mantenuti ragionevolmente puliti al fine di ottenere il massimo delle prestazioni di aspirazione. Gli ultimi modelli di aspirapolvere utilizzano motori elettrici brushless a controllo digitale (spesso indicati dall'azienda con il termine di "motori digitali") che permettono di avere ottime prestazioni in relazione alla loro dimensione. Grazie a questi motori elettrici, la girante (responsabile dell'aspirazione dell'aria all'interno dell'aspirapolvere) è in grado di raggiungere i 125.000 giri/min.

## Air Multiplier

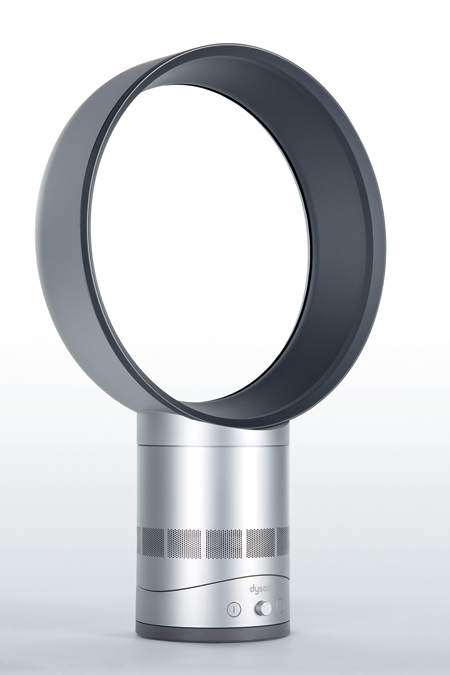
Ventilatore Dyson AM01

Il nome Air Multiplier indica la tecnologia utilizzata dai ventilatori e termoventilatori Dyson. La sua introduzione sul mercato risale al 2009. A differenza dei ventilatori tradizionali, il sistema non presenta alcuna pala visibile dall'esterno. La girante, responsabile dell'aspirazione dell'aria dall'esterno, è incorporata all'interno della base del sistema. L'aria aspirata viene spinta attraverso un'apertura con geometria a corona circolare, la quale ne aumenta la velocità grazie ad un'opportuna modellazione aerodinamica della superficie. Questa corona circolare costituisce la struttura principale del sistema, la quale è ben visibile e contraddistingue ogni ventilatore Dyson. Grazie a questa soluzione, oltre all'aria aspirata dalla base del sistema e forzata attraverso la corona circolare, il flusso include:
- L'aria circostante il sistema, la quale viene mossa e inclusa nel flusso grazie all'aria spinta attraverso la corona circolare.
- L'aria nella parte posteriore del sistema, per merito di una zona di bassa pressione che si viene a creare al centro del ventilatore.

Da questo deriva il nome della tecnologia utilizzata: il sistema funziona da "moltiplicatore" d'aria. Dyson dichiara che il flusso d'aria inizialmente generato dal sistema viene moltiplicato tra le 15 e le 18 volte nei modelli AM01, AM02 e AM03. Inoltre, a differenza dei ventilatori tradizionali, il flusso d'aria è regolare e continuo. Nel marzo 2014, i modelli di seconda generazione Air Multiplier hanno presentato una riprogettazione acustica in modo da essere più silenziosi dei modelli di prima generazione. I miglioramenti hanno coinvolto l'aerodinamica dell'aria soffiata attraverso la corona circolare e un risuonatore di Helmholtz posto nella base dei ventilatori per cancellare un disturbo a frequenza 10 kHz.

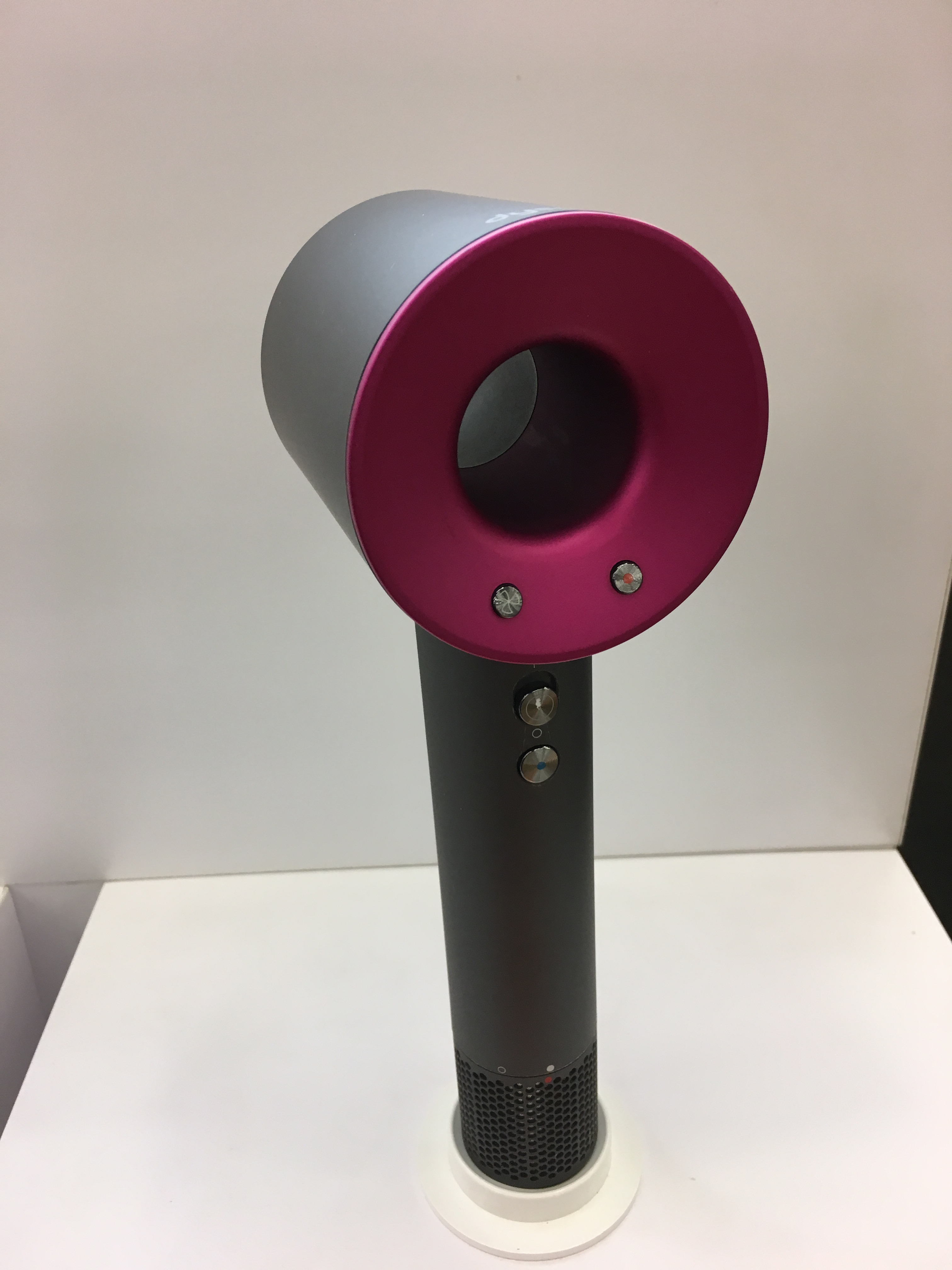
Asciugacapelli Dyson Supersonic

La tecnologia Air Multiplier viene utilizzata dall’azienda Dyson anche per gli asciugacapelli. Come per i termoventilatori e i ventilatori, questa tecnologia permette di moltiplicare il flusso d’aria incanalato dall’esterno: il forte getto d’aria controllata e regolare è utile per velocizzare le operazioni di asciugatura dei capelli. 
Dyson dichiara che aspirando 13 litri di aria al secondo, il motore V9 che raggiunge una velocità di 110.000 giri al minuto, riesce a moltiplicare il flusso d’aria di almeno 3 volte, rilasciando verso l’esterno, 41 litri di aria al secondo. Tutto questo viene combinato con un controllo costante del calore emesso (che avviene oltre 40 volte al secondo) in modo da prevenire ed evitare scottature al cuoio capelluto.

## Il James Dyson Award e la James Dyson Foundation
Il James Dyson Award è un premio internazionale per studenti che coinvolge 18 paesi. Il premio è istituito dalla James Dyson Foundation e dalla associazione di beneficenza James Dyson, con l'obiettivo di incoraggiare la prossima generazione di ingegneri ad essere creativi, innovativi e rivoluzionari.
L'obiettivo della James Dyson Foundation è quello di ispirare i giovani ragazzi a studiare ingegneria e diventare ingegneri. La fondazione organizza visite e workshops nelle scuole e università con l'obiettivo di incoraggiare creatività e ingegno. Più di 727 scuole in Regno Unito e Irlanda del Nord hanno interagito con la fondazione al fine di imparare di più riguardo ai metodi di progettazione. La fondazione fornisce anche borse di studio agli aspiranti ingegneri.

## Progetti di ricerca
Nel 2011, Dyson ha investito in un corso tenuto da un proprio professore all'Università di Cambridge. Il corso era focalizzato sulla Meccanica dei Fluidi e aveva l'obiettivo di insegnare e fare ricerca nell'ambito della movimentazione dell'aria.
Successivamente, nel 2012, Dyson ha investito anche in un laboratorio di ricerca all'Università di Newcastle, con l'obiettivo di studiare la prossima generazione di "motori digitali".
Nel 2014, Dyson ha investito in un laboratorio di robotica in collaborazione con l'Imperial College di Londra. L'obiettivo era quello di investigare nuovi sistemi di visione e progettare una nuova generazione di robot per la pulizia della casa. Infatti, già nel 2001, l'azienda andò molto vicino al lancio sul mercato di un robot per la pulizia della casa (il DC06), ma James Dyson decise di toglierlo dalla linea di produzione in quanto ritenuto troppo pesante e lento.
Nel marzo 2015, Dyson investe $15 milioni nella start-up statunitense Sakti3. L'azienda si occupa dello sviluppo di batterie allo stato solido. Successivamente, nell'ottobre 2015, Dyson acquisisce la parte rimanente dell'azienda per $ 90 milioni. I ricercatori Dyson hanno lavorato nell'ambito delle batterie allo stato solido fin dal 2010. Nel 2017, Dyson decide di abbandonare i brevetti tenuti dall'Università del Michigan relativi a questa tecnologia, alimentando dubbi riguardo al lavoro dell'azienda Sakti3.
Il 9 ottobre 2019 Dyson annuncia la rinuncia a produrre auto elettriche per cui aveva creato un paio d'anni prima un team di ricerca di circa 400 persone con l'obiettivo di iniziare a produrre la nuova autovettura a Singapore nel 2020/21.